# Бинье
Бинье́ (фр. Bignay) — коммуна во Франции, находится в регионе Пуату — Шаранта. Департамент коммуны — Шаранта Приморская. Входит в состав кантона Сен-Жан-д’Анжели. Округ коммуны — Сен-Жан-д’Анжели.
Код INSEE коммуны — 17046.

## Население
Население коммуны на 2010 год составляло 424 человека.
| 1962 | 1968 | 1975 | 1982 | 1990 | 1999 | 2010 |
| ---- | ---- | ---- | ---- | ---- | ---- | ---- |
| 247  | 237  | 194  | 244  | 312  | 321  | 424  |

## Экономика
В 2010 году среди 282 человек трудоспособного возраста (15—64 лет) 204 были экономически активными, 78 — неактивными (показатель активности — 72,3 %, в 1999 году было 72,4 %). Из 204 активных жителей работали 182 человека (92 мужчины и 90 женщин), безработных было 22 (10 мужчин и 12 женщин). Среди 78 неактивных 26 человек были учениками или студентами, 30 — пенсионерами, 22 были неактивными по другим причинам.